# Acido protocatecuico

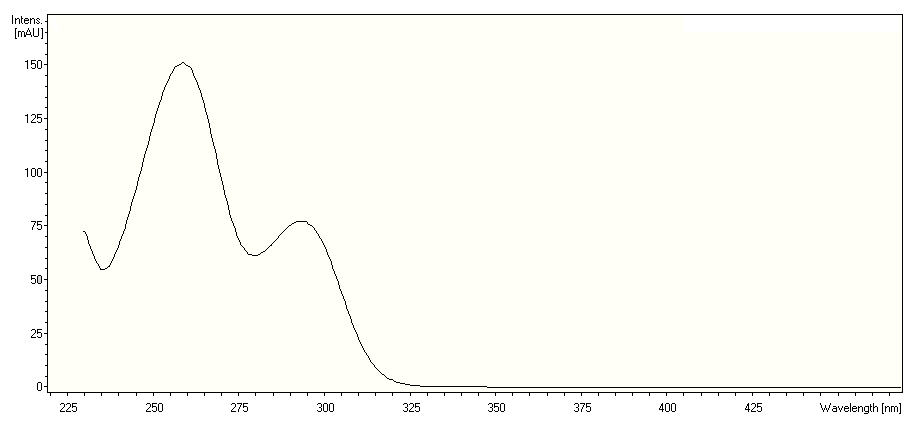
Spettrogramma a UV dell'acido protocatecuico

L'acido protocatecuico o protocatechico, con nome sistematico acido 3,4-diidrossibenzoico, abbreviato 3,4DHBA, è un acido fenolico presente in natura.
La struttura è costituita da quella dell'acido 4-idrossibenzoico, cioè da un anello benzenico con un gruppo carbossilico {\displaystyle {\ce {(-COOH)}}} e due gruppi idrossilici {\displaystyle {\ce {(-OH)}}} come sostituenti in posizione 3 e 4 dell'anello benzenico. È un solido cristallino bianco poco solubile in acqua.
Il suo utilizzo è ammesso dal regolamento UE delle sostanze aromatizzanti per uso alimentare. Produce un caratteristico sapore e odore delicato, con note balsamiche e fenoliche.

## Occorrenza in natura
L'acido protocatecuico In natura, si presenta in forma libera e sotto forma di derivati, soprattutto come esteri o glucosidi.
In molte piante la sua presenza, come per altri acidi fenolici, viene considerata una risposta, ad attacchi da parte di agenti patogeni. Una delle più alte concentrazioni di 3,4DHBA libero rilevate si trova nelle bucce  (scaglie) delle cipolle rosse e gialle dove vari studi hanno riscontrato una specifica resistenza all'attacco di vari funghi patogeni  (Cochliobolus Cichlasoma, Gibberellin sacaton, Aspergillus niger,...).
La presenza nei funghi del 3,4DHBA è stata documentata in molte specie: Agaricus Bisporus, Agaricus Blazei, Coprinus Comatus, Cordyceps Sinensis, Coriolus Versicolor, Flammulina Velutipes, Ganoderma Applanatum, Ganoderma Lucidum, Inonotus Obliquus, Laetiporus Sulphureus, Lentinus Edodes, Meripilus Giganteus, Panus Tigrinus, Phellinus Linteus, Pleurotus Eryngii, Pleurotus Ostreatus, Sparassis Crispa.
Può essere isolato in alcuni estratti utilizzati come medicine erbali, come dalla corteccia di Boswellia dalzielii e dalle foglie di Diospyros melanoxylon o dai fiori di Hibiscus sabdariffa.
È considerato un componente attivo nella fitoterapia tradizionale cinese essendo presente nelle seguenti erbe: Stenoloma chusanum (L.) Ching, Ilex chinensis Sims, Cibotium barometz (L.) J.Sm.
È stato dimostrato che la denaturazione e indurimento  (sclerotizzazione) della componente proteica della cuticola degli insetti ed alcuni altri artropodi è dovuto all'azione di un agente prodotto dall'ossidazione di una sostanza fenolica  (concia fenolica). La sostanza fenolica interessata in alcune specie, come ad esempio per la sclerotizzazione dell'ooteca dello scarafaggio, è l'acido protocatecuico.
| Concentrazione massima rilevata | Concentrazione massima rilevata | Concentrazione massima rilevata |
| Pianta                          |                                 | PPM (Max)                       |
| ------------------------------- | ------------------------------- | ------------------------------- |
| Allium cepa rossa o gialla      | Buccia                          | 1250.0                          |
| Coriandrum sativum              | Pianta                          | 179,0                           |
| Solidago gigantea               | Pianta                          | 151.0                           |
| Fagopyrum esculentum            | Achenio                         | 134.0                           |
| Origanum vulgare                | Foglia                          | 132.0                           |
| Schisandra chinensis            | Bacca                           | 58.3                            |
| Taxus baccata                   | Foglia                          | 35.0                            |
| Artemisia dracunculus           | Foglia                          | 17.0                            |

L'acido protocatechico si trova tra i prodotti della idrolisi alcalina di numerose sostanze naturali (resine varie, ecc.).

### Negli alimenti
La presenza in tanti vegetali comporta la presenza anche nelle loro parti o derivati edibili.
| Cibo                            | Concentrazione | Unità       |
| ------------------------------- | -------------- | ----------- |
| Olio di Açaí (Euterpe oleracea) | 63,00          | mg / 100 g  |
| Olive nere                      | 6,00           | mg / 100 g  |
| Dattero, essiccato              | 4,94           | mg / 100 g  |
| Anice stellato                  | 32,20          | mg / 100 g  |
| Cicoria verde, cruda            | 21,79          | mg / 100 g  |
| Sorgo, grano intero             | 2,55           | mg / 100 g  |
| Data, fresca                    | 2,27           | mg / 100 g  |
| Cipolla rossa, cruda            | 2,00           | mg / 100 g  |
| Cicoria rossa, cruda            | 16,78          | mg / 100 g  |
| Cannella di Ceylan              | 1,16           | mg / 100 g  |
| Scalogno, crudo                 | 1,00           | mg / 100 g  |
| Cipolla gialla, cruda           | 1,00           | mg / 100 g  |
| Aceto di vino                   | 0,81           | mg / 100 ml |
| Succo di Mela puro              | 0,76           | mg / 100 ml |
| Olive verdi                     | 0,67           | mg / 100 g  |
| Melanzane, crude                | 0,58           | mg / 100 g  |
| Sherry                          | 0,56           | mg / 100 ml |
| Noce, liquore                   | 0,52           | mg / 100 ml |
| Chiodi di garofano              | 0,52           | mg / 100 g  |
| Cavolfiore, crudo               | 0,44           | mg / 100 g  |
| Vino bianco                     | 0,33           | mg / 100 ml |
| Uva, uva passa                  | 0,32           | mg / 100 g  |
| Birra analcolica                | 0,27           | mg / 100 ml |
| Vino Rosato                     | 0,26           | mg / 100 ml |
| Mandorla                        | 0,26           | mg / 100 g  |
| Vino rosso                      | 0,17           | mg / 100 ml |
| Olio vergine di Oliva           | 0,15           | mg / 100 g  |
| Lenticchie, intere, crude       | 0,14           | mg / 100 g  |
| Mais, farina raffinata          | 0,09           | mg / 100 g  |
| Succo di Melograno,puro         | 0,08           | mg / 100 ml |
| Lenticchie, decorticate, crude  | 0,07           | mg / 100 g  |
| Succo di Uva                    | 0,06           | mg / 100 ml |
| Birra                           | 0,05           | mg / 100 ml |
| Avena, farina raffinata         | 0,04           | mg / 100 g  |
| Champagne                       | 0,03           | mg / 100 ml |
| Succo di Kiwi                   | 0,02           | mg / 100 ml |
| Noce moscata                    | 0,01           | mg / 100 g  |

Per la sua specificità l'acido protocatechico può essere un potenziale biomarcatore del consumo di questi alimenti.

## Metabolismo
In varie specie viventi, soprattutto vegetali, sono state individuate molte reazioni biochimiche di sintesi (anabolismo) e di degradazione (catabolismo) del 3,4DHBA. Il 3,4DHBA è inoltre intermedio in alcune reazioni biochimiche che avvengono in natura. Nell'uomo l'acido protocatechico è uno dei principali metaboliti delle catechine presenti dopo il consumo di infusi di tè verde.

### Anabolismo
I vari enzimi che possono catalizzare la biosintesi del 3,4DHBA possono agire su vari substrati, di cui i principali sono gli acidi: 3-idrossibenzoico, 4-idrossibenzoico,3-deidroshikimico, 3,4-diidrossiftalico, 4,5-diidrossiftalico, a volte con NADH e NADPH come cessori di elettroni.
| Biosintesi dell'acido protocatecuico                                     | Biosintesi dell'acido protocatecuico                                                                               | Biosintesi dell'acido protocatecuico |
| ------------------------------------------------------------------------ | --- | ------------------------------------ |
| Enzima                                                                   | Reazione |                                      |
| 3-deidroshikimato disidratasi                                            | {\displaystyle {\ce {3-Deidroshikimato <=> 3,4DHBA + H2O}}}                                                        |                                      |
| (3S, 4R)-3,4-diidrossicicloesa-1,5-diene-1,4-dicarbossilato deidrogenasi | {\displaystyle {\ce {(3S,4R)Diidrossicicloexa-1,5-diene-1,4-dicarbossilato + NAD+ <=> 3,4DHBA + CO2 + NADH + H+}}} |                                      |
| (3S, 4R)-3,4-diidrossicicloesa-1,5-diene-1,4-dicarbossilato deidrogenasi | {\displaystyle {\ce {cis-4,5-diidrossicicloexa-1(6),2-diene-1,4-dicarbossilato + NAD+ <=>3,4 DHBA + CO2 + NADH}}}  |                                      |
| 3-idrossibenzoato 4-monoossigenasi                                       | {\displaystyle {\ce {3-idrossibenzoato + O2 + NADPH + H+ <=> 3,4DHBA + NADP+ + H2O}}}                              |                                      |
| 4-idrossibenzoato 3-monoossigenasi (NAD(P)H)                             | {\displaystyle {\ce {4idrossibenzoato + O2 + NADH + H+ <=> 3,4DHBA + NAD+ + H2O}}}                                 |                                      |
| 4-idrossibenzoato 3-monoossigenasi (NAD(P)H)                             | {\displaystyle {\ce {4idrossibenzoato + O2 + NADPH + H+ <=> 3,4DHBA + NADP+ + H2O}}}                               |                                      |
| 4-solfobenzoato 3,4-diossigenasi                                         | {\displaystyle {\ce {4-Sulfobenzoato + O2 + NADH + H+ <=> 3,4DHBA + H2SO3 + NAD+}}}                                |                                      |
| Vanillato monoossigenasi                                                 | {\displaystyle {\ce {Vanillato + O2 + NADH + H+ <=> 3,4DHBA + NAD+ + H2O + OCH2}}}                                 |                                      |
| 3,4-diidrossiftalato decarbossilasi                                      | {\displaystyle {\ce {3,4-diidrossiftalato <=> 3,4DHBA + CO2}}}                                                     |                                      |
| 4,5-diidrossiftalato decarbossilasi                                      | {\displaystyle {\ce {4,5-diidrossiftalato <=> 3,4DHBA + CO2}}}                                                     |                                      |

### Catabolismo
Alcuni enzimi catalizzano la degradazione o trasformazione del 3,4DHBA
L'enzima protocatecuato decarbossilasi utilizza 3,4-diidrossibenzoato per produrre catecolo e CO 2.
{\displaystyle {\ce {3,4DHBA <=> Catecolo + CO2}}}
Gli enzimi NADH:ossigeno ossidoriduttasi e 4-idrossibenzoato 1-monoossigenasi catalizzano la reazione di 3,4DHBA con NADH per produrre idrossi-idrochinone  (1,2,4-benzentriolo)
{\displaystyle {\ce {3,4DHBA + O2 + NADH + H+ <=> Idrossiidrochinone + CO2 + NAD+ + H2O}}}
L'enzima protocatecuato 3,4-diossigenasi utilizza 3,4-dihydroxybenzoate e O2 per produrre 3-carbossi cis,cis-muconato.
{\displaystyle {\ce {3,4 DHBA + O2 <=> 3-Carbossi-cis,cis-muconato}}}
L'enzima protocatecuato 4,5-diossigenasi utilizza il 3,4DHBA per produrre 4-carbossi-2-idrossi-cis,cis-muconato 6-semialdeide;
{\displaystyle {\ce {3,4DHBA + O2 <=> 4-Carbossi-2-idrossimuconate-semialdeide}}}

## Produzione

### Sintesi chimica
L'acido protocatechico è sintetizzato dall'acido p- idrossibenzoico; questo viene convertito in acido m-cloro-p-idrossibenzoico e quest'ultimo viene riscaldato con idrossido di potassio sotto pressione.
Un'altra sintesi è basata sulla vanillina e conduce attraverso la demetilazione dell'acido vanillico o del suo sale di potassio all'acido protocatecuico:
Quando l'acido piperonlico viene riscaldato con acido cloridrico o acido iodidrico, si forma anche acido protocatecuico. Quantità equimolari di formaldeide vengono prodotte come sottoprodotto.

### Biosintesi
È stata sviluppata anche la sintesi biologica con batteri pseudomonas putida geneticamente modificati in grado di convertire l'acido p-cumarico, presente nell'idrolizzato di lignina derivato dalla crusca di mais, in acido protocatecuico con una resa del 90%.

## Utilizzo
Oltre che come additivo alimentare l'acido protocatecuico, per le sue proprietà antiossidanti, antimicrobiche e schiarenti, può essere utilizzato come ingrediente cosmetico, con nome INCI: 3,4-DIHYDROXYBENZOIC ACID.
L'acido protocatecuico trova applicazioni anche in bioplastiche, polimeri e anche film attivi a base biologica per migliorare la conservazione degli alimenti.

### Farmacologia
Vari studi sull'acido 3,4DHBA hanno segnalato la sua potenziale attività antiossidante, antibatterica, antitumorale, antiulcera, antidiabetica, antiageing, antifibrotica, antivirale, antinfiammatoria, analgesica, antiaterosclerotica, cardiaca, epatoprotettiva, neurologica e nefroprotettiva.
Studi in vivo sembrano confermare una attività protettiva contro la tossicità epatica indotta chimicamente. Questi sono stati condotti misurando dei marcatori chimici ed effettuando una valutazione istologica. Test in vitro hanno invece dimostrato la sua attività antiossidante e antinfiammatoria.
Inoltre, altri studi affermano che l'acido protocatecuico porti ad apoptosi le cellule leucemiche nell'uomo oltre che le cellule HSG1 maligne prelevate da tumori della cavità orale. Tuttavia sembra avere effetti ambigui sui tumori della pelle del topo indotti da TPA. In base alla quantità di 3,4DHBA e dal tempo che precede l'applicazione, il 3,4DHBA sembra ridurre o aumentare la crescita del tumore. In parallelo, l'acido sembra aumentare la proliferazione e inibire l'apoptosi delle cellule staminali nervose. In un modello in vitro con cellule leucemiche HL-60 l'acido protocatecuico ha anche mostrato un effetto antigenotossico e un'attività tumoricida. Mentre in due sperimentazioni precliniche, l'acido protocatechuico estratto da Hibiscus sabdariffa ha mostrato un'eccellente capacità di inibizione della replicazione del virus dell'herpes simplex di tipo 2 oltre a disattivare potentemente l'attività catalitica dell'ureasi.
I presunti effetti farmacologici dell'acido protocatecuico sono attualmente oggetto di ricerca ed anche oggetto di controversia visto che molte ricerche hanno raggiunto conclusioni opposte.